# Matthias Schöning
Matthias Schöning (* 1997 in Coesfeld) ist ein deutscher Kameramann.

## Leben
Matthias Schöning wuchs in Gescher auf und zog 2019 nach Detmold. Schöning studiert nach der Fachhochschulreife seit 2019 Medienproduktion an der Technischen Hochschule Ostwestfalen-Lippe.

## Filmografie
- 2021: Sweet Freedom (Kurzfilm), 2022 gezeigt auf dem Filmfest Bremen[2] sowie 2023 auf dem Bundesfestival junger Film[3], wo er mit dem Publikumspreis ausgezeichnet wurde.[4]
- 2022: Jesus lebt (Kurzfilm)
- 2022: Asex (Kurzfilm)
- 2022: Mein Freund der Dummy (Kurzfilm)